# Emil Egnell
Carl Emil August Egnell, född 6 augusti 1842 i Vreta klosters församling, Östergötlands län, död 13 november 1917 i Boo församling, Stockholms län, var en svensk grosshandlare och affärsman. Han var bland annat en av grundarna för Djursholms AB som stod bakom  tillkomsten av Djursholms villastad.

## Liv och verk

### Uppväxt och tidiga anställningar

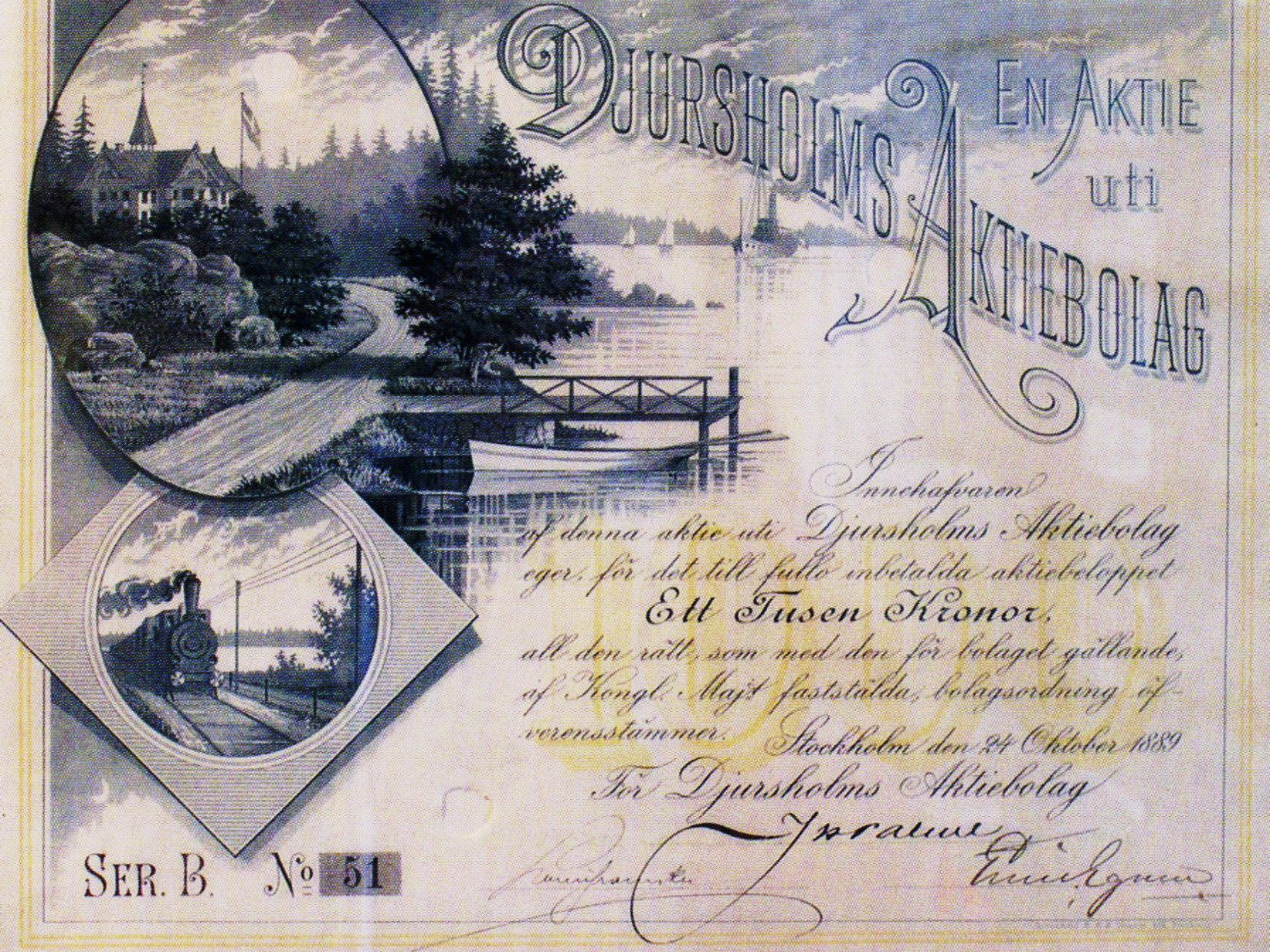
Aktie i Djursholmsbolaget med Palmes och Egnells namnteckning.

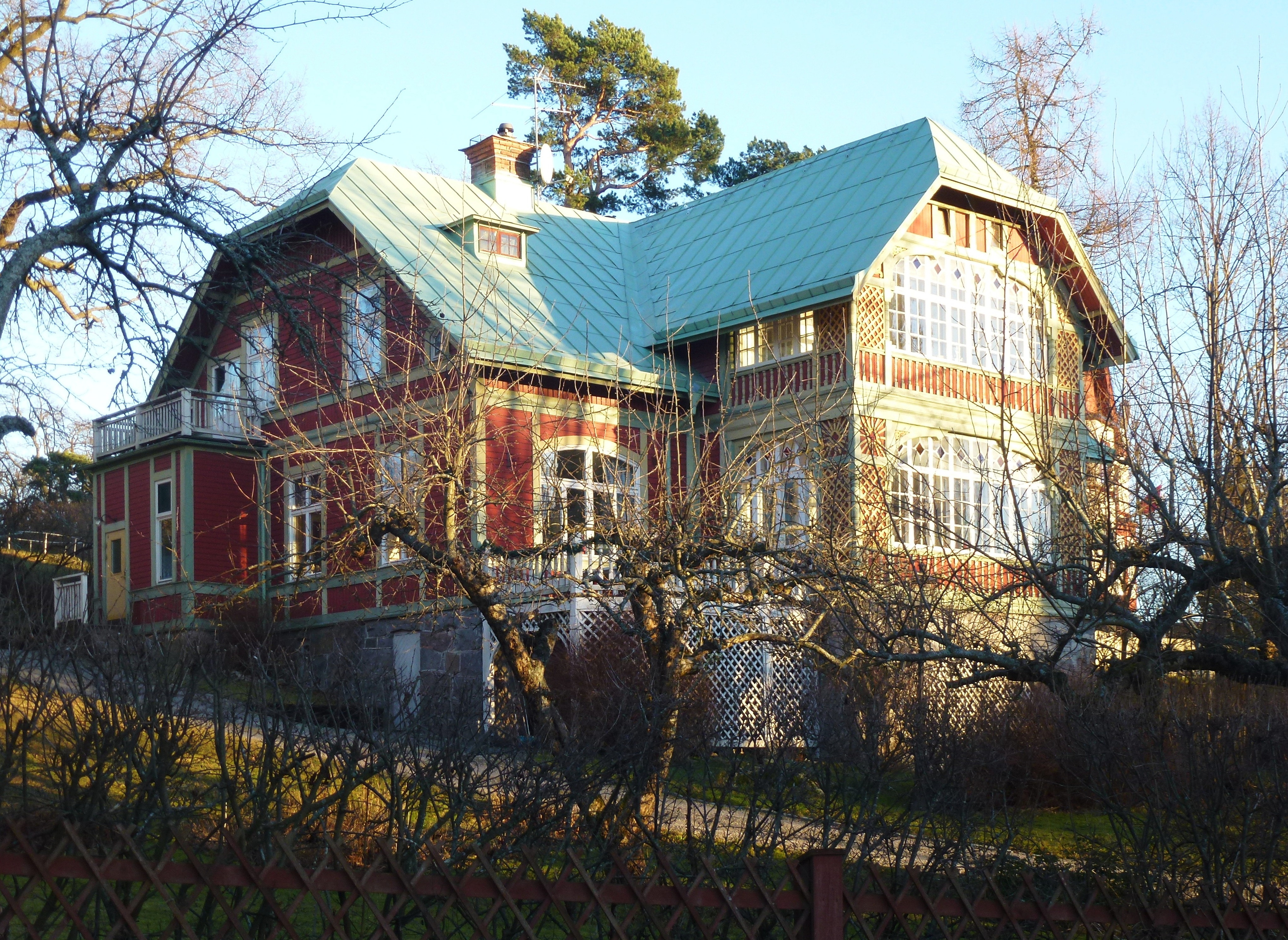
Villa Ransäter, Egnells villa i Djursholm.

Emil Egnell växte upp i ett lantbrukarhem vid Vreta kloster i Östergötland. Han hade sjutton syskon. Han var begåvad och blev snart bokhållare vid en gård. År 1867 var han inspektor på säteriet Ljungs slott och 1869 anställd på ett grosshandelskontor, där han 1875 blev prokurist. Därefter flyttade han till Stockholm och 1877 föddes sonen Fritz Egnell. Svärfadern var bryggmästaren Fritz Dölling, ägare av Nürnbergs Bryggeri. Han utnämnde Egnell till kontorschef för bryggeriet. År 1879 upptogs Egnell i grosshandlarskrået.

### Egnell och Velamsund
År 1880 förvärvade han godset Velamsund (i nuvarande Nacka kommun). Egnell kom att få stor betydelse för gårdens utveckling genom att han på kort tid förvandlade Velamsund till en mönstergård. Egnell sålde även tomtmark till sommarbebyggelse samt lät själv uppföra sommarvillor för uthyrning. År 1889 blev Emil Egnell direktör för det nybildade aktiebolaget Stockholms Bryggerier och 1897 blev han ledamot i styrelsen för  Tjenstemannabanken. Sina rikedomar plöjde han ner i godset Velamsund.

### Egnell och Djursholm
Mest känd blev Egnell som delägare i Djursholms AB som han bildade 1889 tillsammans med bankdirektör Henrik Palme, konsul Oscar Ekman och bankiren Louis Fraenckel. Med Palme och Fraenckel var Egnell bekant sedan tidigare genom bland annat sammanförandet av ett antal bryggerier i Stockholm till aktiebolaget Stockholms Bryggerier. I juni 1889 köpte de Djursholmsgodset, cirka 1 600 hektar, för att stycka av tomter och anlägga villastaden Djursholm. Köpesumman var 500 000 kronor. Priset var således cirka 3 öre per kvadratmeter. Bolaget lät anlägga och ägde järnvägslinjen Djursholmsbanan mellan år 1890 och 1892, då Djursholms AB sålde järnvägen till Stockholm-Rimbo Järnvägsaktiebolag.
Emil Egnell var byggherre för Villa Ransäter, Skandiavägen 10. Villan ritades 1894 av arkitekt Ernst Lundroth och är idag en av de bäst bevarade tidiga 1890-talsvillorna i Djursholm. Han bodde dock på sin gård Velamsund i Nacka som vid sin död 1917 ärvdes av änkan Julia och sonen Fritz. I villan i Djursholm framlevde författaren Fredrik August Dahlgren ("Fredrek på Rannsätt") sitt sista levnadsår. Därefter bodde hans änka Ulla med döttrarna Anna och Lotten Dahlgren i huset.